# Mongol tugrik
A mongol tugrik Mongólia jelenlegi hivatalos pénzneme. A tugrik (mongolul: төгрөг - ejtsd: tögrög) pénznév jelentése mongol nyelven kerek, kör.

## Története
A tugrikot 1925-ben vezették be a mongol dollár helyébe a szovjet rubellel egyenértékben; ekkor mind a rubel, mind a tugrik 18 gramm ezüstöt ért. A tugrik árfolyamát 1973 és 1990 között a rubeléhez kötötték úgy, hogy más-más árfolyamot alkalmaztak a kereskedelmi és nem kereskedelmi jellegű tranzakciókhoz. 1990-től az amerikai dollárhoz kötötték, de az elszabaduló infláció miatt folyamatosan leértékelődött. 2002 óta viszonylag stabilan tartja a dollárral szembeni árfolyamát.
Ma már möngöérmék nincsenek forgalomban, de ulánbátori turistaüzletek árusítják mint ajándéktárgyat. A szocialista időkben a tugrikérmék nagyon hasonlítottak a szovjet érmékre (a rubel érmecímletei: 1, 2, 3, 5, 10, 15, 20, 50 kopejka és 1 rubel, míg a tugrik esetében 1, 2, 5, 10, 15, 20, 50 möngö és 1 tugrik, tehát csak a háromkopejkásnak nem volt möngömegfelelője), de ez a hasonlóság a piacgazdaságba való átmenet során megszűnt, egyrészt az Oroszországtól való eltávolodás, másrészt az előretörő infláció miatt. 
A bankjegyek nemcsak címletben, színben és küllemükben hasonlítottak a rubelre, de a Szovjetunióban is készültek. A kilencvenes évektől ez a hasonlóság is megszűnt. A 10 möngős, 1 és 5 tugrikos bankjegyek már nem, a tíztugrikos pedig csak ritkán bukkan fel a forgalomban.

## Érmék
| kép    | névérték   | tulajdonságok | tulajdonságok | tulajdonságok | tulajdonságok | leírás | leírás                   | leírás            | dátum |
| átmérő | névérték   | vastagság     | súly          | anyag         | szegély       | előlap | hátlap                   |                   | dátum |
| ------ | ---------- | ------------- | ------------- | ------------- | ------------- | ------ | ------------------------ | ----------------- | ----- |
|        | 20 tugrik  | 17,5 mm       | 1,5 mm        | 0,78 g        | Alumínium     | recés  | érték                    | szojombo írás     | 1994  |
|        | 50 tugrik  | 23 mm         | 1,8 mm        | 16,8 g        | Alumínium     | recés  | érték                    | szojombo írás     | 1994  |
|        | 100 tugrik | 22 mm         | 1,5 mm        | 3,84 g        | kupronikkel   | recés  | érték, Janraisig-templom | szojombo írás     | 1994  |
|        | 200 tugrik | 25 mm         | 1,7 mm        | 6,2 g         | kupronikkel   | recés  | érték, elnöki ház        | szojombo írás     | 1994  |
|        | 500 tugrik | 22 mm         | 1,7 mm        | ?             | kupronikkel   | sima   | érték, szojombo írás     | Damdin Szühebátor | 2001  |

## Bankjegyek

### 1993-as sorozat
| érték         | méret       | szín              | leírás                                 | leírás                          | leírás                   | Dátumok               | Dátumok           |
| érték         | méret       | szín              | előlap                                 | hátlap                          | vízjel                   | kibocsátás            | visszavonás       |
| ------------- | ----------- | ----------------- | -------------------------------------- | ------------------------------- | ------------------------ | --------------------- | ----------------- |
| 10 möngö      | 45 × 90 mm  | rózsaszín         | szojombo írásjegyek, íjászat           | íjászat                         | —                        | 1993                  | Nincs forgalomban |
| 20 möngö      | 45 × 90 mm  | sárgásbarna       | szojombo írásjegyek, birkózás          | Wrestling                       | —                        | 1993                  | Nincs forgalomban |
| 50 möngö      | 45 × 90 mm  | zöld, cián        | szojombo írásjegyek, lovaglás          | lovaglás                        | —                        | 1993                  | Nincs forgalomban |
| 1 tugrik      | 115 × 57 mm | sárgásbarna       | oroszlán                               | szojombo írásjegyek             | Dzsingisz mongol nagykán | 1993                  | Nincs forgalomban |
| 5 tugrik      | 120 × 60 mm | narancs           | Szühebátor, szojombo írásjegyek        | hegyes tájak, lovak legelésznek | Dzsingisz mongol nagykán | 1993                  | Nincs forgalomban |
| 10 tugrik     | 125 × 61 mm | zöld              | Szühebátor, szojombo írásjegyek        | hegyes tájak, lovak legelésznek | Dzsingisz mongol nagykán | 1993, 2002            | Ritkán használják |
| 20 tugrik     | 130 × 65 mm | bíbor             | Szühebátor, szojombo írásjegyek        | hegyes tájak, lovak legelésznek | Dzsingisz mongol nagykán | 1993, 2002            | forgalomban       |
| 50 tugrik     | 135 × 66 mm | barna             | Szühebátor, szojombo írásjegyek        | hegyes tájak, lovak legelésznek | Dzsingisz mongol nagykán | 1993, 2000            | forgalomban       |
| 100 tugrik    | 140 × 68 mm | ibolya            | Szühebátor, szojombo írásjegyek        | hegyes tájak, lovak legelésznek | Dzsingisz mongol nagykán | 1993, 2000            | forgalomban       |
| 500 tugrik    | 145 × 70 mm | ibolya            | Dzsingisz nagykán, szojombo írásjegyek | jurta                           | Dzsingisz mongol nagykán | 1993, 1997 2000, 2003 | forgalomban       |
| 1000 tugrik   | 150 × 72 mm | kép               | Dzsingisz nagykán, szojombo írásjegyek | jurta                           | Dzsingisz mongol nagykán | 1993, 1997 2003       | forgalomban       |
| 5 000 tugrik  | 150 × 72 mm | rózsaszín, ibolya | Dzsingisz nagykán, szojombo írásjegyek | hagyományos épületek            | Dzsingisz mongol nagykán | 1994, 2003            | forgalomban       |
| 10 000 tugrik | 150 × 72 mm | narancs           | Dzsingisz nagykán, szojombo írásjegyek | hagyományos épületek            | Dzsingisz mongol nagykán | 1995, 2002            | forgalomban       |
| 20 000 tugrik | 152 x 72 mm | bíbor             | Dzsingisz nagykán, szojombo írásjegyek | kilenc zászló                   | Dzsingisz mongol nagykán | 2006. október 2.      | forgalomban       |